# Archidiocèse de Villavicencio
L'archidiocèse de Villavicencio (en latin : archidioecesis Villavicentiensis ; en espagnol : arquidiócesis de Villavicencio) est un archidiocèse métropolitain de l'Église catholique en Colombie.

## Territoire
Il comprend les municipalités d'Acacías, Barranca de Upía, Cabuyaro, Castilla la Nueva, Cubarral, Cumaral, El Calvario, Guamal, Mapiripán, Puerto López, Restrepo, San Carlos de Guaroa, San Juanito, San Martín et Villavicencio du département de Meta et la municipalité de Medina, Paratebueno et le district de San Pedro de Jagua de la municipalité d'Ubalá du département de Cundinamarca.
Il a un territoire d'une superficie de 53 560 km2 divisé en 130 paroisses. Le siège archiépiscopal est dans la ville de Villavicencio où se trouve la cathédrale de Notre-Dame-du-Mont-Carmel (es).

## Historique
La préfecture apostolique de Intendencias Orientales est érigé le 23 juin 1903 par le décret Cum perplures de la congrégation pour les affaires ecclésiastiques extraordinaires en prenant une partie du territoire de l'archidiocèse de Bogota. La mission d'évangélisation est confiée aux Montfortains, à qui on confie également l'administration de la préfecture apostolique de Los Llanos de San Martín, érigée le 18 janvier de l'année suivante.
Les deux préfectures apostoliques sont unis le 16 mars 1908 et la nouvelle circonscription devient un vicariat apostolique sous le nom de vicariat apostolique de Los Llanos de San Martín.
Par la constitution apostolique Evangelizationis operi du 9 juin 1949 émise par le pape Pie XII, il cède une partie de son territoire pour l'érection de la préfecture apostolique de Mitú (aujourd'hui vicariat apostolique de Mitú) et prend en même temps le nom de vicariat apostolique de Villavicencio.
Il cède une autre portion de son territoire le 7 avril 1956 pour la création de la préfecture apostolique de Vichadapuis de nouveau le 16 janvier 1964 pour l'établissement de la préfecture apostolique d'Ariari (aujourd'hui diocèse de Granada en Colombie). Le 11 février suivant, il est élevé au rang de diocèse et nommé suffragant de l'archidiocèse de Bogotá.
Le 22 décembre 1999, il cède la municipalité de Puerto Gaitán pour la création du vicariat apostolique de Puerto Gaitán. Il est élevé au rang d'archidiocèse métropolitain le 3 juillet 2004 par la constitution apostolique Ad totius dominici du pape Jean-Paul II avec pour suffragants les diocèses de Granada et San José del Guaviare.

## Évêques et archevêques
évêques
- Joseph-Marie-Désiré Guiot, S.M.M (3 avril 1908 - 27 juin 1939)
- Francisco José Bruls Canisius, S.M.M (27 juin 1939  - 26 avril 1969)
- Gregorio Garavito Jiménez, S.M.M (26 avril 1969 - 3 mai 1994)
- Alfonso Cabezas Aristizábal, C.M (3 mai 1994 - 16 juin 2001)
- José Octavio Ruiz Arenas (16 juillet 2002 - 3 juillet 2004)

archevêques
- José Octavio Ruiz Arenas (3 juillet 2004 - 31 mai 2007), nommé vice-président de la commission pontificale pour l'Amérique latine
- Óscar Urbina Ortega (30 novembre 2007 - 23 avril 2022)
- Misael Vacca Ramírez, depuis le 31 décembre 2022